# Функциональная аналитическая психотерапия
Функциональная аналитическая психотерапия (ФАП) — психотерапевтический подход, основанный на радикальном бихевиоризме и фокусирующийся на терапевтических отношениях как одном из ключевых факторов, способствующих изменениям в жизни клиента. В частности, ФАП предполагает, что обусловленным откликом на поведение клиента в сессии можно добиться значительных терапевтических улучшений.
ФАП впервые была сформулирована как модель в 1980-х годах психологами Робертом Кохленбергом и Мавис Тсаи, профессиональный интерес которых был сфокусирован на клинически значимой связи между результатами клиента в психотерапии и качеством терапевтических отношений. За основу при разработке модели они взяли принципы поведенческой терапии. Её принципы подкрепления, генерализации, моделирования и т. д. составили основу ФАП.
ФАП относится к контекстуальным моделям психотерапии и представляет собой идеографический (в противовес номотетическому) подход в психотерапии. Это означает, что ФАП-терапевты фокусируются на функции поведения клиента, а не на его форме. Как и другие контекстуальные подходы, ФАП не отделяет поведение от контекста, в котором оно происходит. Целью ФАП является изменение широких классов поведения, которые могут по-разному выглядеть, но при этом реализовывать одну и ту же функцию. Это позволяет уйти от механистического подхода к формулированию кейса (А является причиной В), и концептуализировать его в более широком применении к неэффективному (деструктивному) поведению в рассматриваемых контекстах.
В отличие от Когнитивной терапии А. Бека, ФАП (и другие поведенческие модели «третьей волны») сосредотачивается не столько на мысли или чувстве, сколько на их функции. Например, руминация мысли в «Мне нечего сказать…» в социальном контексте может нести для клиента функцию избегания риска познакомиться и завести отношения.

## Основы ФАП
ФАП отталкивается от того, что терапевтические отношения и поведение клиента в них являются фактором, обуславливающим коррекцию межличных паттернов поведения за пределами сессии (в «реальном мире»). На основании этого допущения  ФАП-терапевты, в сотрудничестве с клиентом, помогают концептуализировать кейс, включающий в себя классы поведения, основанные не на форме, а на функции, которую клиент хочет усилить или ослабить.
Проблематичное поведение клиента, которые проявляется в сессии, называется клинически релевантным поведением 1 (КРП 1), а то поведение, которое является желаемым улучшением — клинически релевантным поведением 2 (КРП 2). Целью ФАП является снизить частоту проявления КРП 1 и повысить — КРП 2. Используя интервенции поведенческой терапии, ФАП терапевты выявляют КРП 1 (с учётом контекста) и помогают оформить, подкрепить и сделать устойчивым желаемое КРП 2.

## 5 правил
«5 правил» определяют поведение ФАП терапевта с учётом целей терапии. Важно отметить, что это не правила в привычном смысле слова, а скорее компас, определяющий направление психотерапевтической работы.
- Правило 1: Наблюдаем КРП — Терапевт фокусирует свое внимание на проявлениях проблематичного КРП 1 и эффективного КРП 2.
- Правило 2: Активируем КРП — Терапевт создает контекст, в котором активируются КРП.
- Правило 3: Естественное подкрепление КРП 2 — Терапевт подкрепляет проявления КРП 2 (улучшения в сессии), повышая вероятность того, что это поведение будет проявляться чаще.
- Правило 4: Наблюдаем влияние терапевта в отношениях с клиентом на КРП — Терапевт оценивает степень, с которой он действительно подкрепляет поведенческие улучшения, обращая внимание клиента на долгосрочные последствия КРП 2 после реализации Правила 3. Это правило схоже с концепцией функционального анализа[англ.] в анализе поведения.
- Правило 5: Предоставляем функциональную интерпретацию и генерализируем — Терапевт работает над распространением улучшений в сессии на повседневную жизнь и отношения клиента. Часто это включает в себя домашние задания на отработку и развитие навыков.

## ОРЛ (ACL) модель
Исследователи Центра науки о социальной коммуникации Вашингтонского университета разработали модель социальной связи, которая, по их мнению, соответствует ФАП-модели, определяя поведение, необходимое для эффективной социальной связи:
- Осознанность (Awareness) — поведение, включающее в себя внимание к собственным потребностям и потребностям других людей, а также ценностям в межличностных отношениях.
- Решимость (Courage) — поведение, включающее в себя переживание эмоций в присутствии других людей, открытость к возможности просить о том, что необходимо сейчас, разделение уязвимости с другим человеком с целью улучшения отношений.
- Любовь (Love) — поведение, включающее в себя отклик на «отвагу» другого человека с деликатностью и вниманием к его нуждам в этот момент. Включает в себя безопасность и принятие в ответ на демонстрируемую уязвимость.

ФАП определяет целями терапии «осознанность», «решимость» и «любовь» по мере того, как они всплывают в сессии с учетом 5 правил. Для подтверждения работоспособности модели ООЛ необходимы дополнительные исследования.

## Научный статус ФАП
Радикальный бихевиоризм и область клинического анализа поведения имеет солидную научную поддержку. Накопился объем анализа кейсов, процесс-анализа компонентов, накапливаются рандомизированные исследования продолжают накапливаться данные о применении и эффективности ФАП.

## Критика
Основная критика ФАП связана с недостаточно сильной, для массового распространения модели, эмпирической поддержкой. Также модель ООЛ критикуется за то, что нарушает идеографическую природу ФАП.

## Профессиональные сообщества
Целью профессиональных ассоциаций является объединение специалистов, аккумулирование и предоставление научной и практической информации. Список профессиональных ассоциаций, поддерживающих ФАП и другие модели контекстуальных поведенческих терапий:
- Ассоциация контекстуальной поведенческой науки (Association for Contextual Behavioral Science (ACBS) объединяет специалистов, предлагает научные и учебные материалы для членов, издаёт журнал[прояснить], входящий в коллекцию Science direct.
- Международная Ассоциация Поведенческого анализа (The Association for Behavior Analysis International (ABAI) имеет в составе группу практиков, заинтересованных в развитии поведенческого консультирования и клинического поведенческого анализа, а также ещё более обширную группу, посвященную поведенческой медицине. ABAI является интеллектуальным центром поведенческих аналитиков США, аккредитует там учебные программы уровня магистров и PhD.
- Ассоциация Поведенческих и Когнитивных Терапий (The Association for Behavioral and Cognitive Therapies (ABCT) также имеет в своем составе группу интереса к поведенческому анализу, сосредоточенную на клиническом анализе поведения, а кроме того, группу по развитию поведенческого анализа для терапии зависимостей.
- Отделение Поведенческого Анализа (25) американской Психологической Ассоциации (American Psychological Association's Division 25) объединяет специалистов уровня PhD, предлагает дипломные курсы по поведенческому анализу.
- Ассоциация Когнитивной-поведенческой психотерапии (Россия) занимается развитием и популяризацией моделей контекстуальных поведенческих терапий.